# Mistrzostwa Polski w Badmintonie 1990
26. Mistrzostwa Polski w badmintonie odbyły się w dniach 16-18 marca 1990 roku w Suwałkach.

## Klasyfikacja medalowa
| Konkurencja:            | Złoto:                                                               | Srebro:                                                                | Brąz: |
| gra pojedyncza kobiet   | Beata Syta (Technik Głubczyce)                                       | Katarzyna Krasowska (Technik Głubczyce)                                | Sylwia Bochat (Zremb Solec Kujawski) Wioletta Wilk (Motus Koszalin)                                                                    |
| gra pojedyncza mężczyzn | Jacek Hankiewicz (Polonez Warszawa)                                  | Piotr Mazur (Technik Głubczyce)                                        | Grzegorz Świerczyna (AZS AGH Kraków) Andrzej Kołodyński (AZS AGH Kraków)                                                               |
| gra podwójna kobiet     | Bożena Haracz (Technik Głubczyce) Beata Syta (Technik Głubczyce)     | Katarzyna Krasowska (Technik Głubczyce) Wioletta Wilk (Motus Koszalin) | Dorota Grzejdak (Motus Koszalin) Magdalena Konopka (Stal Płock) Monika Lipińska (Wilga Garwolin) Sylwia Rutkiewicz (AZS UW Warszawa)   |
| gra podwójna mężczyzn   | Jerzy Dołhan (Technik Głubczyce) Jacek Hankiewicz (Polonez Warszawa) | Jacek Prędki (Stal Płock) Paweł Wasilewski (Stal Płock)                | Jarosław Bąk (Technik Głubczyce) Marcin Paluch (Technik Głubczyce) Adrian Bąk (Technik Głubczyce) Roman Golinowski (Technik Głubczyce) |
| gra mieszana            | Jerzy Dołhan (Technik Głubczyce) Bożena Haracz (Technik Głubczyce)   | Piotr Mazur (Technik Głubczyce) Joanna Bednarska (Technik Głubczyce)   | Mirosław Adamczyk (Zremb Solec Kuj.) Sylwia Bochat (Zremb Solec Kuj.) Paweł Wasilewski (Stal Płock) Magdalena Konopka (Stal Płock)     |